# Кушнир, Борис Исаакович
Борис Исаакович Кушнир (род. 28 октября 1948, Киев) — советский и австрийский скрипач, педагог.

## Биография
Окончил Московскую консерваторию по классу скрипки Б. П. Беленького и классу камерной музыки В. А. Берлинского. Был знаком с Дмитрием Шостаковичем и Давидом Ойстрахом.
В 1981 г. эмигрировал в Австрию. С 1982 — гражданин Австрии.
Женат, отец двух сыновей.

### Педагогическая деятельность
С 1984 г. преподает в Венской консерватории, с 1999 года — профессор в Университете музыки в Граце.
Известные ученики: Юлиан Рахлин, Николай Цнайдер, Евгений Чеповецкий, Лидия Байч, Лоренцо Гатто, Павел Милюков, Александра Сумм, Сергей Догадин, Патриция Копачинская, Мария Дуэньяс.
Проводит мастер-классы, в том числе в России.

## Музыкальная деятельность
Коллективы, в которых работал Борис Исаакович Кушнир:
- Московский струнный квартет (1970—1979),
- Венское Шуберт Трио (с 1984),
- Венское Брамс Трио (с 1993), с участием Орфео Мандоцци (виолончель), Ясминки Станкул (фортепиано),
- Копельман-квартет (с 2003)[2].

## Работа в жюри конкурсов
Борис Кушнир — член жюри многих международных конкурсов: Конкурс им. Чайковского, Конкурс имени королевы Елизаветы, Конкурс имени Паганини, Конкурс им. Ю.И. Янкелевича в Омске.

## Награды и признание
- лауреат Всесоюзного конкурса скрипачей (1969, Ленинград)
- I премия Международного конкурса им. Серджио Лоренци (1984, Триест, Италия) — в составе Венского Шуберт Трио
- исполнительский приз им. Моцарта (1988, Вена) — в составе Венского Шуберт Трио
- премия фонда Эрнста фон Сименса (1990) — в составе Венского Шуберт Трио
- I премия IX международного конкурса камерных ансамблей (1996, Иллцах, Франция) — в составе Венского Брамс Трио
- Командорский крест II степени почётного знака «За заслуги перед Австрийской Республикой» (2007, Австрия)[6].
- Австрийский почётный крест «За науку и искусство» 1 класса (2013, Австрия)
- Большой Почётный знак земли Штирия[нем.] (2018)[7]
- Серебряный почётный знак «За заслуги перед Веной»[нем.] (2023)[8]

## Интервью
- Борис Кушнир : «Правая рука — это же божество, чудо природы!» XIV международный конкурс имени П. И. Чайковского (18 февраля 2011). Дата обращения: 26 апреля 2013. Архивировано 29 апреля 2013 года.